# Yezoceryx luteus
Yezoceryx luteus là một loài tò vò trong họ Ichneumonidae.